# Flik 34
La Fliegerkompanie 34 (abbreviata in Flik 34) era una delle squadriglie della Kaiserliche und Königliche Luftfahrtruppen.

## Storia

### Prima guerra mondiale
La squadriglia fu creata all'inizio del 1916 a Strasshof an der Nordbahn in Austria. Dopo l'addestramento, ha iniziato il suo servizio il 26 settembre a Sankt Veit an der Glan. Dall'ottobre del 1916 si sposta sul fronte italiano a Podraga al comando dell'Hptm Karl Sabeditsch con 4 Hansa-Brandenburg C.I e 1 Lloyd C III e poi va a Vipacco.
Nel febbraio 1917 aveva in servizio anche l'Asso dell'aviazione Raoul Stojsavljevic che vi ottiene una vittoria volando con un Hansa-Brandenburg D.I.
Nel maggio-giugno 1917 è a Podraga con 7 Hansa-Brandenburg C.I e 1 Hansa-Brandenburg D.I.
Il 25 luglio 1917, l'intera forza aerea fu riorganizzata; In questo processo, la squadriglia ha ricevuto compiti da ricognizione divisionale (chiamata Divisions-Kompanie 34, Flik 34D). 
Al 18 agosto 1917 era sempre a Podagra nell'Isonzo Armee al comando dell'Hptm Vinzenz Martinek con 5 Brandenburg C I, 1 Aviatik C.I, 1 Brandenburg D I e 1 Albatros D.II.
Il 6 settembre venne abbattuto sul Monte Sabotino da Giovanni Sabelli e Francesco Baracca della 91ª Squadriglia il Br.C.1 del Zgsf. Stefan Morth che rimase ferito e dell'osservatore Oblt. Béla Gerey che morì.
Al 24 ottobre 1917 la Flik 34/D era sempre a Podagra nell'Isonzo Armee al comando dell'Hptm Martinek quando partecipa alla Battaglia di Caporetto. Nell'estate del 1918, partì dagli aeroporti di Corbolone e Santa Maria la Longa nella Battaglia del solstizio.
Dopo la guerra, l'intera aviazione austriaca fu eliminata.